# Monotes madagascariensis
Monotes madagascariensis är en tvåhjärtbladig växtart som beskrevs av Jean-Henri Humbert. Monotes madagascariensis ingår i släktet Monotes och familjen Dipterocarpaceae. Inga underarter finns listade i Catalogue of Life.